# Казанское суворовское военное училище

Шеврон Казанского СВУ

Казанское суворовское военное ордена Почёта училище (КзСВОПУ) (тат. Казан Суворов хәрби училищесы) — военное образовательное учреждение, расположенное в городе Казань. Подчинено Главнокомандующему Сухопутными войсками Российской Федерации.

## История
- 20 июня 1944 года директивой командующего войсками Приволжского военного округа здание, в котором с 1841 располагался существовавший до 1918 года Казанский Родионовский институт благородных девиц, затем Показательная школа-коммуна имени К. Маркса, Восточный педагогический институт, позже Казанский педагогический институт, а с 1941 года военный госпиталь — передаётся Казанскому Суворовскому военному училищу.
- 30 сентября 1944 года училище было сформировано в составе четырёх рот по 100 человек и двух подготовительных классов (старшего и младшего) по 50 человек.
- 2 октября 1944 года начались занятия.
- 8 ноября 1944 года на площади Свободы училищу было вручено Знамя и Грамота Верховного Совета СССР — этот день является официальным днем открытия Казанского Суворовского военного училища.
- В 1949 году состоялся первый выпуск. Было выпущено 65 суворовцев.
- В августе 1955 года в училище были приняты: из расформированных 2-го Московского артиллерийского подготовительного училища — 47 человек, Казанской спецшколы ВВС — 9 человек.
- В августе 1956 года в училище переводятся суворовцы из расформированного Куйбышевского Суворовского военного училища — 17 человек и Сталинградского Суворовского военного училища — 12 человек.
- В 1994 году создан Музей истории Казанского Суворовского военного училища.
- В 2009 году на встрече выпускников на праздновании 65-летия училища было сообщено, что согласно планам Министерства обороны РФ Суворовское военное училище должно быть передислоцировано в г. Елабуга.
- В 2014 году училище празднует своё 70-летие в прежнем расположении.

За годы существования училище подготовило более 12 тысяч выпускников. 10 воспитанников училища удостоены высокого звания Героя Советского Союза и Героя Российской Федерации, более 60 выпускников достигли воинского звания «генерал», 11 человек стали академиками, сотни выпускников удостоены ученой степени доктора и кандидата наук.
В 1973 году Казанское суворовское военное училище окончил начальник Генерального штаба Вооруженных сил РФ - первый заместитель министра обороны РФ, Герой Российской Федерации, Генерал армии Герасимов Валерий Васильевич.

## Деятельность

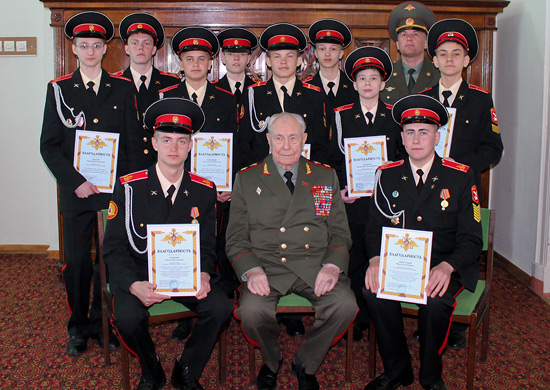
Лучшие суворовцы Казанского СВУ с Маршалом Советского Союза Дмитрием Тимофеевичем Язовым.
16 мая 2014 года

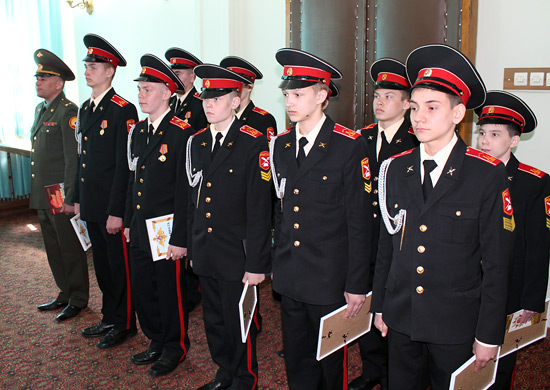

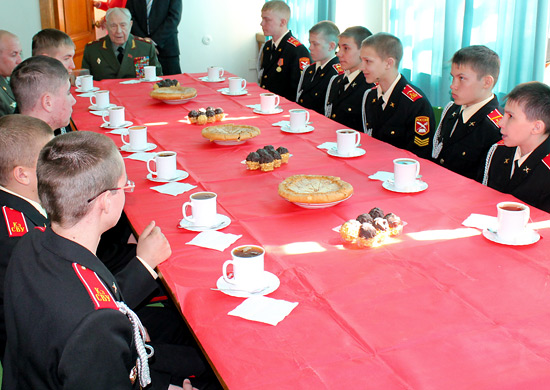

В училище работают 41 преподаватель, среди них 1 заслуженный учитель РФ, 6 — заслуженный учителя Республики Татарстан, 5 — почётные работники общего образования РФ, 7 — отличники народного просвещения.
Училище состоит из следующих структурных подразделений:
- управление,
- 7 рот суворовцев,
- 9 отдельных дисциплин (русский язык и литература, история и география, математика и информатика, физика и астрономия, химия и биология, иностранный язык, музыка, пение и танцы, военные дисциплины, физическая подготовка)
- подразделения обеспечения (гараж, учебно-тактическое поле, медицинский пункт с лазаретом на 15 коек, лаборатория ТСО, клуб, библиотека, музей, столовая на 650 посадочных мест, хозяйственная команда и склады).

В училище имеется хорошая учебно-материальная база. В учебном корпусе размещаются:
1. 24 класса для самостоятельной подготовки суворовцев,
2. учебные кабинеты:
3. русского языка и литературы — 3;
4. истории, обществознания, географии — 3;
5. математики и информатики — 7;
6. физики и астрономии — 2;
7. химии, биологии — 3;
8. иностранных языков — 5;
9. основ безопасности жизнедеятельности — 1;
10. тренажерный кабинет по вождению автомобилей — 1.
11. лаборатории физики, химии;
12. библиотека, читальный зал на 36 посадочных мест;
13. учебные мастерские: радиотехническая, слесарно-столярная.

В клубе училища находятся учебные кабинеты:
- музыки;
- мировой художественной культуры;
- изобразительного искусства;
- танцевальный зал;
- кабинет психологической разгрузки;
- классы для занятий по профориентации

Для организации воспитательной работы в училище имеется:
- актовый зал;
- музей истории училища.

В клубе находится тир.
Спортивная база включает в себя 5 спортивных залов:
- борцовский зал;
- два тренажерных зала;
- спортивный зал;
- бассейн.

### Начальники училища
- 1944—1946: генерал-майор Болознев, Василий Васильевич
- 1946—1951: генерал-майор Мирошниченко, Григорий Кузьмич
- 1951—1954: генерал-майор Руднев, Николай Павлович
- 1954—1957: генерал-майор Панин, Илья Васильевич
- 1958—1974: генерал-майор Смирнов, Александр Павлович
- 1974—1984: генерал-майор Горбанев, Николай Кузьмич
- 1984—1990: генерал-майор Шестаков, Клавдий Александрович
- 1990—2003: генерал-майор Котовский, Михаил Петрович
- 2003—2006: полковник Немировский, Валерий Петрович
- 2006—2013: генерал-майор Бородин, Александр Ильич
- 2013—2014: генерал-лейтенант Чайников, Владимир Васильевич
- 2014—н. в.: генерал-майор Миронченко, Валерий Николаевич

### Выпускники училища
См. Категория:Выпускники Казанского Суворовского военного училища